# Paulino Neves
Paulino Neves es un municipio del estado brasileño del Maranhão. Posee 14 519 habitantes (2010).